# Palazzo delle Poste (Pretoria)
Il Palazzo delle Poste di Pretoria (in inglese: Pretoria Post Office) è un edificio storico della città di Pretoria in Sudafrica. 

## Storia
L'edificio attuale è stato preceduto da altre due strutture con funzione di palazzo delle poste. La seconda di queste, considerata troppo piccola e degradata, venne demolita nel 1909 per permettere la costruzione del più imponente edificio tutt'oggi esistente. I lavori si svolsero sotto la supervisione del dipartimento dei lavori pubblici della Colonia del Transvaal e secondo il progetto dell'architetto William Hawke.

## Descrizione
Il palazzo, di stile eclettico con influenze neorinascimentali e neoclassiche, si sviluppa su quattro livelli.

## Galleria d'immagini

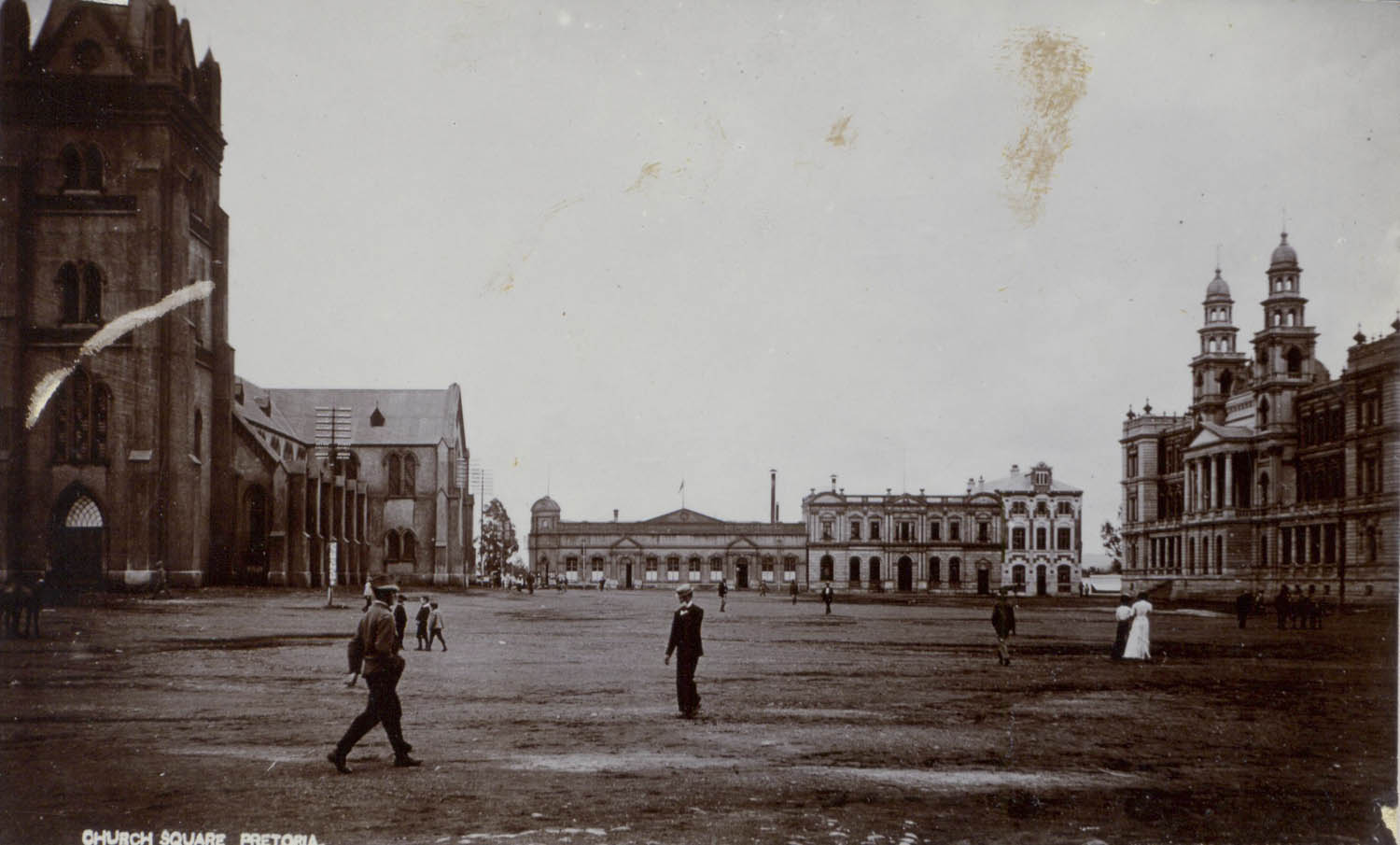
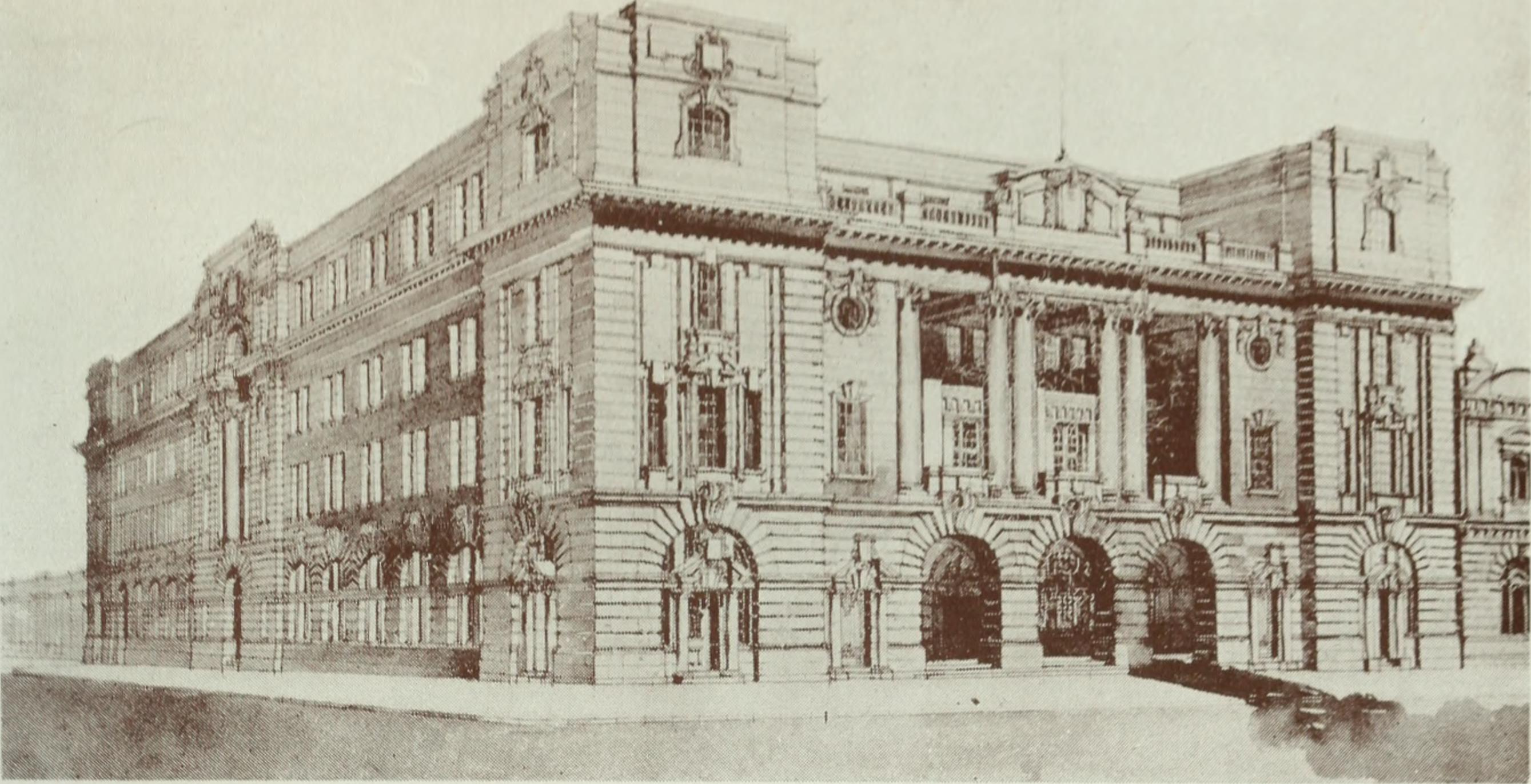
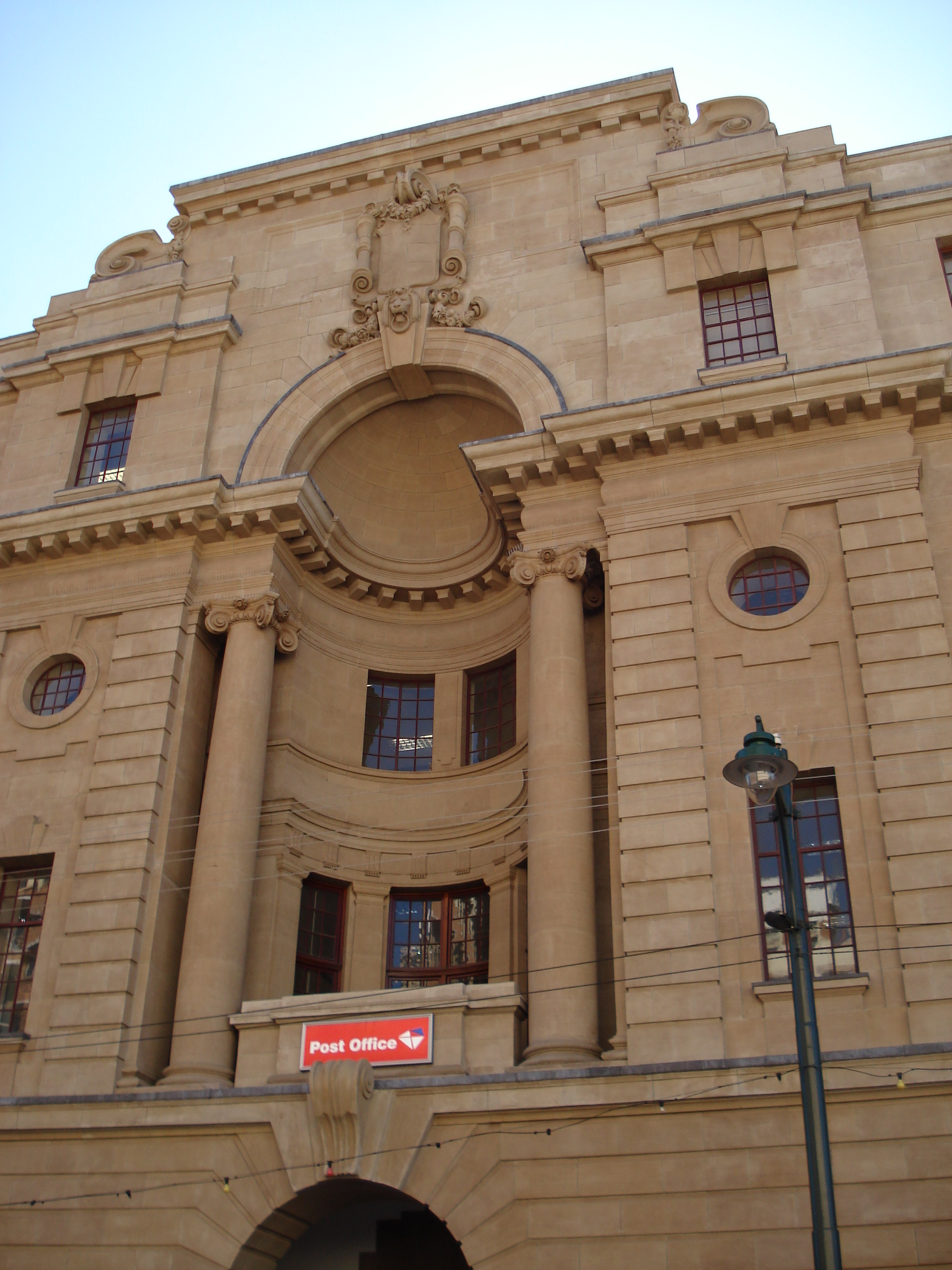